# Sommerglæder
Sommerglæder er en dansk film fra 1940. Sommerglæder er en filmatisering af Herman Bangs roman af samme navn fra 1902.
- Manuskript Gunnar Robert Hansen.
- Instruktion Svend Methling.
- Musik Emil Reesen.

## Medvirkende
Blandt de medvirkende kan nævnes:
- Rasmus Christiansen
- Ellen Gottschalch
- Mathilde Nielsen
- Elith Foss
- Sigurd Langberg
- Agnes Rehni
- Knud Hallest
- Karl Gustav Ahlefeldt
- Agnes Thorberg-Wieth
- Inger Stender
- Helge Kjærulff-Schmidt
- Kai Holm
- Albert Luther
- Karen Poulsen
- Johannes Meyer
- Karen Berg
- Chr. Arhoff
- Ellen Jansø
- Henrik Bentzon
- Martin Hansen
- Karen Lykkehus
- Aage Redal
- Petrine Sonne
- Clara Østø
- Torkil Lauritzen
- Alex Suhr
- Henry Nielsen
- Carl Johan Hviid
- Ingeborg Pehrson